# Marija Liwacz
Marija Wasyliwna Liwacz (ukr. Марія Василівна Лівач; ur. 3 września 1991) – ukraińska zapaśniczka startująca w stylu wolnym. Zajęła dwudzieste miejsce na mistrzostwach świata w 2012 roku. 
Dziewiąta na mistrzostwach Europy w 2013. Brązowa medalistka uniwersjady w 2013. Druga na Światowych Igrzyskach Sportów Walki w 2013. Trzecia na MŚ juniorów w 2008 roku.